# 秋風のアンサー
「秋風のアンサー」（あきかぜのアンサー）は、2014年11月12日にonenationから発売されたFlowerの8枚目のシングル。
前作「熱帯魚の涙」から約5か月ぶりのシングルで、2014年第2弾シングル。初回生産限定盤、通常盤、期間生産限定盤の3形態でのリリース。初回生産限定盤はフォトブック付、三方背ケース仕様となっている。
メンバーの武藤千春は、11月13日にサンシャインシティで行われた本作発売記念イベントをもってFlowerを脱退。そのため、8人体制での最後のシングルとなる。

## 収録曲

### 通常盤
1. 秋風のアンサー
作詞：小竹正人、作曲：鈴木まなか・Carlos K.、編曲：Carlos K.
  - 読売テレビ・日本テレビ系ドラマ『ビンタ! 〜弁護士事務員ミノワが愛で解決します〜』の主題歌
  - 三代目J Soul Brothersの楽曲「C.O.S.M.O.S. 〜秋桜〜」のアンサーソングとして制作されている。
2. Flower Garden
作詞：小竹正人、作曲：Caroline Gustavsson・DAICHI・Shunsuke Harada、編曲：Shunsuke Harada
3. 白雪姫 orchestra mix
作詞：小竹正人、作曲：Hiroki Sagawa from Asiatic Orchestra (Vanir)
4. 秋風のアンサー (instrumental)
5. Flower Garden (instrumental)

### 初回生産限定盤
CD
1. 秋風のアンサー
2. Flower Garden
3. 恋におちたら
作詞：H.U.B.、作曲：坂詰美紗子、編曲：Soundbreakers
  - Crystal Kayのカバー

DVD
- 秋風のアンサー (MUSIC VIDEO)

### 期間生産限定盤
1. 秋風のアンサー